# Бабчинецька сільська рада
| Бабчинецька сільська рада — сільська рада у складі Чернівецького району Вінницької області. Адміністративний центр — село Бабчинці. Сільській раді були підпорядковані населені пункти: - с. Бабчинці - с. Вазлуївка - с. Гамулівка - с. Майорщина - с. Нове Життя |

## Склад ради
Рада складалася з 20 депутатів та голови.

## Керівний склад сільської ради
| ПІБ                  | Основні відомості                                                               | Дата обрання | Дата звільнення |
| -------------------- | ------------------------------------------------------------------------------- | ------------ | --------------- |
| Зварич Ніна Павлівна | Сільський голова, 1960 року народження, освіта, позапартійна                    | 26.03.2006   | 31.10.2010      |
| Зварич Ніна Павлівна | Сільський голова, 1960 року народження, освіта середня спеціальна, позапартійна | 31.10.2010   |                 |

Примітка: таблиця складена за даними джерела